# Weng, Landshut
Weng là một đô thị trong huyện Landshut trong bang Bayern nước Đức. Đô thị Weng, Landshut có diện tích 15,62 km², dân số thời điểm ngày 31 tháng 12 năm 2006 là 1392 người.